# Більшість
Більшість — велика частина чого-небудь, або кількісне переважання прихильників якоїсь ідеї чи рішення над їхніми противниками. Вважається найпершою засадою демократичного способу прийняття спільних рішень, головною й необхідною умовою обрання кандидата на виборну посаду. 
Розрізняють:
- Відносну більшість, коли хоча б на один голос більше від суперника чи альтернативної пропозиції.
- Абсолютну більшість, коли на користь якогось рішення віддали свої голоси 50% голосуючих плюс ще хоча б один голос.
- Кваліфіковану (конституційну) більшість, яка може дорівнювати двом третинам або навіть трьом чвертям усього складу тих, хто приймає рішення або здійснює обрання.

Більшість, яка формується в підтримку когось чи чогось, називається позитивною, а проти когось чи чогось – негативною. Політична боротьба в суспільстві переважно точиться навколо проблеми завоювання більшості у парламенті і формування парламентської більшості. Під більшістю в окремих випадках мають на увазі абсолютну більшість, тобто більше половини якої-небудь групи. Зазвичай більшість означає кількісну перевагу однієї частини над іншою.
Для прийняття рішення або вибору кандидата шляхом голосування, може бути досить абсолютної більшості засідаючих або голосуючих, звичайно за умови, що явка виборців перевищує якусь мінімальну процентну норму, або число засідаючих перевищує встановлений кворум.
У багатьох демократичних системах, такий варіант більшості голосів дає кандидату перемогу в першому турі. При інших схемах голосування, потрібні голоси більшості всіх членів групи (всіх зареєстрованих виборців). Оскільки таку більшість голосів складніше набрати, ця схема використовується для серйозніших рішень.